# Preston North End Football Club 2024-2025
Questa voce raccoglie le informazioni riguardanti il Preston North End Football Club nelle competizioni ufficiali della stagione 2024-2025.

## Maglie e sponsor
| Casa | Trasferta | Terza divisa |

Sponsor ufficiale: PAR Group
Fornitore tecnico: Castore

## Rosa
Rosa e numerazione, tratte dal sito internet ufficiale della società, aggiornate al 23 ottobre 2024.
| N. |                             | Ruolo | Calciatore          |
| -- | --------------------------- | ----- | ------------------- |
| 1  | Inghilterra (bandiera)      | P     | Freddie Woodman     |
| 4  | Inghilterra (bandiera)      | C     | Benjamin Whiteman   |
| 5  | Inghilterra (bandiera)      | D     | Jack Whatmough      |
| 6  | Scozia (bandiera)           | D     | Liam Lindsay        |
| 7  | Irlanda (bandiera)          | A     | Will Keane          |
| 8  | Irlanda del Nord (bandiera) | C     | Ali McCann          |
| 9  | Danimarca (bandiera)        | A     | Emil Riis           |
| 10 | Danimarca (bandiera)        | C     | Mads Frøkjær-Jensen |
| 11 | Irlanda (bandiera)          | A     | Robbie Brady        |
| 12 | Galles (bandiera)           | A     | Ched Evans          |
| 13 | Galles (bandiera)           | P     | David Cornell       |
| 14 | Inghilterra (bandiera)      | D     | Jordan Storey       |
| 16 | Galles (bandiera)           | D     | Andrew Hughes       |
| 17 | Inghilterra (bandiera)      | A     | Layton Stewart      |
| 18 | Inghilterra (bandiera)      | C     | Ryan Ledson         |

| N. |                        | Ruolo | Calciatore              |
| -- | ---------------------- | ----- | ----------------------- |
| 20 | Inghilterra (bandiera) | A     | Sam Greenwood           |
| 22 | Islanda (bandiera)     | C     | Stefán Teitur Þórðarson |
| 23 | Danimarca (bandiera)   | C     | Jeppe Okkels            |
| 25 | Stati Uniti (bandiera) | C     | Duane Holmes            |
| 26 | Germania (bandiera)    | D     | Patrick Bauer           |
| 28 | Montenegro (bandiera)  | A     | Milutin Osmajić         |
| 29 | Inghilterra (bandiera) | D     | Kaine Kesler-Hayden     |
| 30 | Inghilterra (bandiera) | C     | Kian Taylor             |
| 33 | Inghilterra (bandiera) | D     | Kian Best               |
| 34 | Inghilterra (bandiera) | C     | Kitt Nelson             |
| 36 | Irlanda (bandiera)     | D     | Josh Seary              |
| 40 | Inghilterra (bandiera) | C     | Josh Bowler             |
| 44 | Inghilterra (bandiera) | C     | Brad Potts              |
|    | Inghilterra (bandiera) | A     | Finlay Cross-Adair      |